# Лабот
Лабот (Леобот) (дав.-гр. Λαβώτας; д/н —бл. 840 до н. е.) — цар Спарти в близько 870 — 840 років до н. е. (за іншою хронологією — 1030—993 роки до н. е.).

## Життєпис
Походив з династії Агіадів. Син царя Ехестрата. Згідно з Єронімом Стридонським та Excerpta Latina Barbari царював 37 років. Був доволі молодим, коли спадкував владу. Його колегою за царюванням був Полідект, що був зовсім дитиною. Тому за рішенням герусії певний час керував родич останнього — Лікург. Останній провів політичні та правової реформи, що на тривалий час закріпили внутрішній устрій Спарти. Втім згідно Павсанія діяльність Лікурга сягає часів царя Агесілая I. Частково цьому є підтвердження в тому, що згідно Єроніма Лікург був братом Ехестрата, але достеменно відомо, що Лікург належав до роду Евріпонтидів. До того ж згідно Павсанія братом Ехестрата був Амфікл.
Лабот продовжив війну з Аргосом, розпочату батьком, за область Кінурія. Спартанський цар зумів закріпити за своєю державою частину Кінурії — Фіреатиду, за решту Кінурії війна продовжилася за наступників. Також спартанський цар вимушений був приборкати періеків на околицях, яких підбурювали аргосці.
Трон успадкував син Дорісс.